# RNK Split
Radnički Nagometni Klub Split – chorwacki klub piłkarski z siedzibą w Splicie. Został założony w 1912 roku.

## Historia
Klub został założony 16 kwietnia 1912 roku jako Anarch. Od początku istnienia silnie związany był ze środowiskiem lewicowym i robotniczym. Jego kibice rekrutowali się spośród robotników stoczni w Splicie. Przez pierwsze lata istnienia kilkakrotnie zmieniano nazwę klubu (Borac, Jug, HAŠK, Dalmatinac, Arsenal), aż wreszcie w 1933 roku przystano na nazwę RNK Split, przybierając przy tym czerwone barwy dla podkreślenia robotniczych i lewicowych tradycji.
Przez wiele lat klub pozostawał w cieniu lokalnego rywala, Hajduka. W okresie istnienia Jugosławii zaledwie przez 4 sezony występował w najwyższej klasie rozgrywkowej tego kraju, a największym sukcesem przez wiele lat pozostawał półfinał pucharu Jugosławii z sezonu 1960/61.
Także po uzyskaniu niepodległości przez Chorwację i utworzeniu piłkarskiej ligi chorwackiej klub przez wiele lat nie odnosił sukcesów, najczęściej występując w trzeciej lidze tego kraju. Przełom nastąpił dopiero po sezonie 2006/7. RNK w ciągu czterech sezonów awansował z czwartej do pierwszej ligi, debiutując w niej w 2010 roku. Pierwszy sezon w najwyższej klasie rozgrywkowej okazał się bardzo udany i klub zakończył rozgrywki na 3. pozycji, uzyskując prawo reprezentowania swego kraju w Lidze Europy w sezonie 2011/12.
W swoim debiutanckim występie w europejskich pucharach w drugiej rundzie kwalifikacyjnej Ligi Europy RNK wyeliminował słoweński NK Domžale wygrywając oba mecze 3:1 i 2:1. W trzeciej rundzie kwalifikacyjnej tych rozgrywek piłkarze ze Splitu nie sprostali jednak angielskiemu Fulham F.C., remisując u siebie 0:0 i przegrywając 0:2 rewanż w Londynie, i odpadli z dalszych rozgrywek.

## Skład na sezon 2015/2016
| Nr | Poz. | Piłkarz                   |
| -- | ---- | ------------------------- |
| 1  | BR   | Tomislav Duka             |
| 2  | OB   | Aleksandar Miljković      |
| 4  | OB   | Ante Majstorović          |
| 5  | OB   | Branko Vrgoč              |
| 8  | PO   | Antonio Mršić             |
| 9  | NA   | Marko Simonowski          |
| 10 | PO   | Ante Erceg                |
| 11 | NA   | Dražen Bagarić            |
| 12 | BR   | Danijel Zagorac (kapitan) |
| 13 | OB   | Chung Woon                |
| 16 | PO   | Petar Franjić             |
| 17 | NA   | Dino Špehar               |
| 18 | OB   | Amir Rrahmani             |

| Nr | Poz. | Piłkarz           |
| -- | ---- | ----------------- |
| 19 | NA   | Miro Slavica      |
| 21 | NA   | Ivan Pešić        |
| 22 | PO   | Marko Pervan      |
| 24 | PO   | Miloš Vidović     |
| 25 | OB   | Dario Rugašević   |
| 29 | OB   | Ivan Ibriks       |
| 30 | BR   | Luka Kukić        |
| 33 | OB   | Mirko Oremuš      |
| 44 | PO   | Jure Obšivač      |
| 77 | PO   | Slavko Blagojević |
| 88 | NA   | Artem Miłewski    |
| 99 | NA   | Nemanja Bilbija   |

## Europejskie puchary
Legenda do wszystkich tabel:
- Q – runda eliminacyjna, 1/16, 1/8, 1/4, 1/2 – odpowiednia faza rozgrywek, Grupa – runda grupowa, 1r gr – pierwsza runda grupowa, 2r gr – druga runda grupowa, F – finał, R – runda, PO – play-off
- k. – rzuty karne, los. – losowanie, Dogr. – dogrywka, w. – zasada bramek strzelonych na wyjeździe

| Sezon   | Rozgrywki   | Runda | Przeciwnik         | Dom | Wyjazd | Ogólnie |
| ------- | ----------- | ----- | ------------------ | --- | ------ | ------- |
| 2011/12 | Liga Europy | 2Q    | Domžale            | 3–1 | 2–1    | 5–2     |
| 2011/12 | Liga Europy | 3Q    | Fulham             | 0–0 | 0–2    | 0–2     |
| 2014/15 | Liga Europy | 1Q    | Mika Erywań        | 2–0 | 1–1    | 3–1     |
| 2014/15 | Liga Europy | 2Q    | Hapoel Beer Szewa  | 2–1 | 0–0    | 2–1     |
| 2014/15 | Liga Europy | 3Q    | Czornomoreć Odessa | 2–0 | 0–0    | 2–0     |
| 2014/15 | Liga Europy | PO    | Torino FC          | 0–0 | 0–1    | 0–1     |